# Louis de La Haye-Saint-Hilaire
 (octobre 2016).
Si vous disposez d'ouvrages ou d'articles de référence ou si vous connaissez des sites web de qualité traitant du thème abordé ici, merci de compléter l'article en donnant les références utiles à sa vérifiabilité et en les liant à la section « Notes et références ».
Louis Joseph Bénigne de La Haye-Saint-Hilaire (1766-1838) est un militaire français, qui se distingue au cours de la période révolutionnaire dans les rangs de la Chouannerie bretonne.

## Biographie
Louis-Joseph-Bénigne de la Haye, chevalier, dit "comte de Saint-Hilaire" (par courtoisie), issu des La Haye-Saint-Hilaire, famille chevaleresque de Saint-Hilaire-des-Landes (Ille-et-Vilaine), anoblie en 1393 par le duc Jean IV de Bretagne, est né à La Haye-Saint-Hilaire le 12 décembre 1766 de  François Louis de La Haye Saint Hilaire et de Thérèse Elisabeth Félicité de Gasté de La Palu. Il est élevé à l'Hôtel des Gentilshommes de Bretagne fondé à Rennes par l'abbé de Kergos. Sous-lieutenant au régiment de Penthièvre-infanterie le 23 août 1785, il entre dans la conjuration du marquis de La Rouërie et il organise avec Jean-Louis Gavard les premières bandes de chouans. Il s'engage dès 1792 dans l'Association bretonne en Ille-et-Vilaine et participe aux combats contre les troupes républicaines en tant que colonel d'un régiment de Hussards de l'Armée catholique et royale d'Ille-et-Vilaine.
Parti en mission de liaison en Angleterre en janvier 1793, il est envoyé par les Princes en Vendée, rejoint l'armée vendéenne au passage de la Loire le 18 octobre 1793. Il est blessé à la Bataille de Savenay, (Loire-Atlantique), en protégeant la retraite, se réfugie dans la forêt du Gâvre où il se rétablit. De 1794 à 1795, il commande la division royaliste de La Guerche de Bretagne, composée de 500 hommes et participe à toutes les batailles (par exemple à la bataille de Beignon en mai 1794). En 1799, il est courrier des Princes dans les départements insurgés : il est fait prisonnier par les Bleus, mais il parvient à s'évader de la tour de Lébat qui servait de prison dans la ville-Neuve à Rennes. Il tente de rejoindre l'Espagne à bord du corsaire malouin « Le Furet », commandé par Pierre François Etienne Bouvet de Maisonneuve. Mais le vaisseau est intercepté le 26 décembre 1799 par les Anglais qui le font prisonnier à leur tour. Il est échangé après six mois de captivité sur les pontons d'Angleterre, sur l'intervention d'Henri de Saint-Hilaire, son oncle, lieutenant-général en Espagne. Après avoir servi en Espagne sous les ordres du général de Saint-Hilaire, il se retire définitivement en 1801 dans son château de La Haye Saint-Hilaire. Il épouse en 1816 Gillette-Marie Le Bouc. Elle lui donne un fils, Louis-Hyacinthe-François-Xavier, né le 24 avril 1817, qui sera le futur représentant du « comte de Chambord » en Ille-et-Vilaine. Louis de La Haye-Saint-Hilaire meurt le 18 janvier 1838.
Son rôle historique le plus connu est d'avoir, en 1793, envoyé par les Princes, servi de messager du marquis du Dresnay, pour informer l'armée catholique et royale que les renforts des émigrés de Jersey et d'Angleterre sont empêchés de débarquer sur les côtes françaises, car les britanniques exigent qu'au préalable les vendéens aient occupé un port. Cette liaison, doublée par des messages émanant directement des Anglais, est à l'origine de la Virée de Galerne de l'Armée catholique et royale de Vendée.

### LaVirée de Galerne
À la suite de la Bataille de Cholet où les vendéens ont subi une défaite en octobre 1793, Louis de La Haye Saint-Hilaire est venu depuis Jersey pour transmettre un message des princes émigrés en Angleterre : Les Anglais promettent de débarquer des troupes en renfort, mais à la condition formelle que les vendéens s'emparent d'un port maritime. Les généraux répondent favorablement à cette proposition et l'armée catholique et royale traverse la Loire, en direction du port de Granville : C'est le début de la Virée de Galerne.
L'attaque lancée le 14 novembre 1793 sur Granville se traduit par un échec et les Anglais ne sont pas au rendez-vous. Les vendéens refluent sur l'intérieur des terres. La retraite des royalistes s'achève par une série de défaites et de misères pour les troupes vendéennes, encombrées d'une immense cohorte de blessés, de vieillards, de femmes et d'enfants. La virée de Galerne se solde en définitive par le désastre de la bataille du Mans, le 12 décembre 1793.

## Armoiries et devise
La famille de la Haye Saint-Hilaire porte d'argent, au lion de sable selon l'armorial de l'ANF et d'argent, au lion de sable armé et lampassé de gueules suivant l'armorial d'Hozier

Armes ANF
Armes d'Hozier

Sa devise est : Épargne le petit et ne crains pas le grand (en latin Parcere subjectis, debellare superbos).